# Jardim de Alah
Jardim de Alah (Le Jardin d'Allah) est un parc situé à la limite entre les quartiers d'Ipanema et de Leblon, à Rio de Janeiro, au Brésil. Il y a une station de métro à proximité, appelée Estação Jardim de Alah.

## Toponyme
Le nom fait référence au film Le Jardin d'Allah, avec Marlène Dietrich et Charles Boyer, sorti en 1936, deux ans avant la construction de la place.

## Description
Le jardin borde un large canal navigable, entre la lagune Rodrigo de Freitas et l'océan Atlantique, sur lequel des ponts ont été installés pour l'embarquement et le débarquement des personnes. Il était également initialement prévu d'installer des gondoles pour des visites à Lagoa Rodrigo de Freitas, la mairie en achetant deux. Le projet était d'inspiration française, avec des tonnelles romantiques et de nombreux bancs. Le boisement est constitué d'amandiers, d'abricotiers de plage et de sibipirunas.
Sur la place se trouvent des monuments à l'amiral Saldanha da Gama, un obélisque faisant allusion à la victoire brésilienne à la bataille de Riachuelo, un buste du maréchal Eurico Gaspar Dutra et des sculptures.

## Histoire
Le canal reliant le Lagoa Rodrigo de Freitas à la plage est antérieur au projet de jardin. Il a été construit au début des années 1920, par le maire Carlos Sampaio, dans le but de renouveler les eaux de la lagune et donc de la rendre plus saine. Il visait également à réduire les inondations. A sa pointe près de la plage, une pierre sculptée en bas-relief à côté d'un petit escalier en pierre qui descend jusqu'au canal, indique l'année 1922 et les inscriptions suivantes :
- Président Epitácio Pessoa
- Maire Carlos Sampaio
- Ingénieur Saturnino de Brito

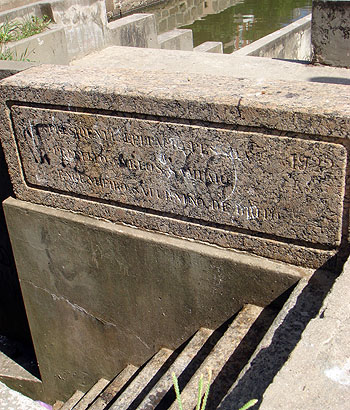
Inscription indiquant les créateurs du canal et son année d'ouverture

En 1938, le jardin bordant le canal est inauguré, sur la base du projet d'Alfredo Agache. Le nom du parc est basé sur le film américain Le Jardin d'Allah, qui était à l'époque un succès en salles. Le style architectural qui a inspiré le projet était l'art déco.
Dans les années 1950 et 1960, il était possible de louer des pédalos pour naviguer sur le canal, ce qui en faisait un lieu de loisirs populaire.
Sans entretien adéquat, il est actuellement en mauvais état, avec des structures brisées et des jardins en ruine. Il est surtout fréquenté par les propriétaires de chiens du quartier, qui y emmènent souvent leurs animaux pour se promener et jouer ensemble. Les jardins sont encore utilisés pour des tournages et des événements sporadiques.
En 2010, le gouvernement de Rio de Janeiro a proposé la construction d'une station de métro à Jardim de Alá. Un parking souterrain pourrait également être construit, le stationnement illégal étant l'un des problèmes les plus graves dans les quartiers d'Ipanema et de Leblon.